# Quint Jansen
Quint Arie Jansen (Zaandam, 10 settembre 1990) è un calciatore olandese, difensore del  Acireale.

## Carriera

### Club
Jansen ha giocato nell'Hellas Sport. Ad agosto 2014 si è trasferito in Norvegia, per giocare nello Junkeren, compagine all'epoca militante in 3. divisjon. L'anno seguente è approdato al Finnsnes, in 2. divisjon.
Il 6 febbraio 2017 è stato tesserato ufficialmente dal Mjøndalen, in 1. divisjon: ha firmato un contratto biennale con il nuovo club. Ha esordito in squadra il 18 aprile seguente, subentrando ad Amahl Pellegrino nella vittoria per 3-0 sul Jerv. Il 20 agosto successivo ha trovato la prima rete in campionato, con cui ha contribuito al successo per 3-0 arrivato sullo Strømmen.
Il 14 marzo 2018 è stato nominato vicecapitano della squadra, alle spalle di Christian Gauseth. In quella stagione, il Mjøndalen ha conquistato la promozione in Eliteserien. Il 6 dicembre 2018 ha quindi prolungato il contratto che lo legava al club, per altre due stagioni.
Il 30 marzo 2019 ha dunque esordito nella massima divisione locale, venendo schierato titolare nella sconfitta per 2-0 subita sul campo del Vålerenga. Il 23 giugno seguente ha realizzato il primo gol in Eliteserien, nel pareggio per 1-1 in casa del Ranheim.
Svincolato al termine di questa esperienza, il 29 aprile 2021 ha firmato un contratto annuale con l'Aalesund. È tornato a calcare i campi della 1. divisjon il 15 maggio seguente, schierato titolare nella vittoria casalinga per 2-1 sul Bryne. Il 21 luglio 2021 ha realizzato la prima rete con la nuova maglia, contribuendo al successo esterno per 2-3 in casa dell'HamKam. Al termine della stagione, l'Aalesund ha centrato la promozione in Eliteserien.
L'8 febbraio 2022, Jansen ha siglato un contratto annuale con il Sandefjord. Ha debuttato con la nuova maglia il 10 aprile successivo, sostituendo Sander Moen Foss nella sconfitta casalinga per 1-2 subita contro il Bodø/Glimt. Il 16 luglio ha realizzato la prima rete, contribuendo al successo per 1-2 in trasferta sul campo del Jerv.
Il 30 marzo 2023, Jansen ha fatto ritorno al Mjøndalen, in 1. divisjon. È tornato a giocare con questa squadra il 10 aprile, nel pareggio interno per 0-0 contro l'Åsane.
Il 29 giugno 2023 è stato reso noto il suo passaggio ai ciprioti dell'Othellos Athīainou. Ha esordito in A' Katīgoria in data 19 agosto, schierato titolare nel pareggio per 1-1 in casa dell'Apollōn Limassol. Il 24 settembre ha trovato la prima rete, nella sconfitta interna per 2-3 subita contro il Nea Salamis.
Inizia la stagione 2024\2025 al Castelnuovo Vomano, squadra di Eccellenza abruzzese, per poi trasferirsi al Brindisi da svincolato il 07 dicembre 2024. Viene schierato subito come titolare nella squadra messapica esordiendo in serie D girone H l'08 dicembre 2024. Il 26 gennaio 2025 realizza la prima rete con la maglia del Brindisi, contribuendo al pareggio per 2-2 in casa contro il FBC Gravina.

## Statistiche

### Presenze e reti nei club
Statistiche aggiornate al 9 febbraio 2024.
| Stagione         | Club               | Campionato       | Campionato | Campionato | Coppe nazionali | Coppe nazionali | Coppe nazionali | Coppe continentali | Coppe continentali | Coppe continentali | Supercoppe | Supercoppe | Supercoppe | Totale | Totale |
| Stagione         | Club               | Comp             | Pres       | Reti       | Comp            | Pres            | Reti            | Comp               | Pres               | Reti               | Comp       | Pres       | Reti       | Pres   | Reti   |
| ---------------- | ------------------ | ---------------- | ---------- | ---------- | --------------- | --------------- | --------------- | ------------------ | ------------------ | ------------------ | ---------- | ---------- | ---------- | ------ | ------ |
| ago.-dic. 2014   | Junkeren           | 3D               | 8          | 1          | CN              | -               | -               | -                  | -                  | -                  | -          | -          | -          | 8      | 1      |
| gen.-mar. 2015   | Junkeren           | 3D               | 0          | 0          | CN              | 1               | 0               | -                  | -                  | -                  | -          | -          | -          | 1      | 0      |
| Totale Junkeren  | Totale Junkeren    | Totale Junkeren  | 8          | 1          |                 | 1               | 0               |                    | -                  | -                  |            | -          | -          | 9      | 1      |
| apr.-dic. 2015   | Finnsnes           | 2D               | 26         | 0          | CN              | 2               | 0               | -                  | -                  | -                  | -          | -          | -          | 28     | 0      |
| 2016             | Finnsnes           | 3D               | 26         | 4          | CN              | 2               | 0               | -                  | -                  | -                  | -          | -          | -          | 28     | 4      |
| Totale Finnsnes  | Totale Finnsnes    | Totale Finnsnes  | 52         | 4          |                 | 4               | 0               |                    | -                  | -                  |            | -          | -          | 56     | 4      |
| 2017             | Mjøndalen          | 1D               | 18+2       | 2+0        | CN              | 3               | 2               | -                  | -                  | -                  | -          | -          | -          | 23     | 4      |
| 2018             | Mjøndalen          | 1D               | 28         | 4          | CN              | 4               | 3               | -                  | -                  | -                  | -          | -          | -          | 32     | 7      |
| 2019             | Mjøndalen          | ES               | 29         | 1          | CN              | 5               | 0               | -                  | -                  | -                  | -          | -          | -          | 34     | 1      |
| 2020             | Mjøndalen          | ES               | 16         | 1          | -               | -               | -               | -                  | -                  | -                  | -          | -          | -          | 16     | 1      |
| 2021             | Aalesund           | 1D               | 30         | 2          | CN              | 2               | 0               | -                  | -                  | -                  | -          | -          | -          | 32     | 2      |
| 2022             | Sandefjord         | ES               | 24         | 2          | CN              | 2               | 1               | -                  | -                  | -                  | -          | -          | -          | 26     | 3      |
| mar.-giu. 2023   | Mjøndalen          | 1D               | 13         | 1          | CN              | 2               | 0               | -                  | -                  | -                  | -          | -          | -          | 15     | 1      |
| Totale Mjøndalen | Totale Mjøndalen   | Totale Mjøndalen | 104+2      | 9+0        |                 | 14              | 5               |                    | -                  | -                  |            | -          | -          | 120    | 14     |
| 2023-2024        | Othellos Athīainou | A                | 24         | 1          | CC              | 2               | 0               | -                  | -                  | -                  | -          | -          | -          | 26     | 1      |
| Totale           | Totale             | Totale           | ?          | ?          |                 | ?               | ?               |                    | -                  | -                  |            | -          | -          | ?      | ?      |